# 泰朵莉·迪克森
泰朵莉·迪克森（英語：TeTori Dixon，1992年8月4日—），美國女子排球運動員，司職副攻。現時效力於中超球隊北京汽車女子排球俱樂部。
她是美國國家女子排球隊隊員。她代表美國出戰2019年世界盃女子排球賽奪得銀牌。2018－2019賽季中，她首次加盟中超球隊，並效力北京汽車女子排球俱樂部。憑她出色的表現成功帶領北京汽車女子排球俱樂部首次在中國女子排球超級聯賽奪得冠軍。

## 獎項

### 個人榮譽
- 2015年世界盃女子排球賽：最佳副攻
- 2018年世界女排聯賽：最佳副攻
- 2018－2019賽季中國女子排球超級聯賽：最有價值球員

### 國家隊
- 2019年世界女排聯賽： - 金牌
- 2019年世界盃女子排球賽： - 銀牌

### 俱樂部
- 2019年世界女排俱樂部錦標賽： - 金牌（科內利亞諾女排俱樂部）